# Mistrzostwa Europy w Lekkoatletyce 2018 – trójskok mężczyzn
Trójskok mężczyzn – jedna z konkurencji technicznych rozgrywanych podczas lekkoatletycznych mistrzostw Europy na Olympiastadion w Berlinie.
Tytułu mistrzowskiego sprzed dwóch lat nie obronił Max Heß.

## Terminarz
| Data        | Godzina |            |
| ----------- | ------- | ---------- |
| 10 sierpnia | 12:40   | Eliminacje |
| 12 sierpnia | 19:55   | Finał      |

## Rekordy
|                                           | Zawodnik             | Wynik | Miejsce  | Data                 |
| ----------------------------------------- | -------------------- | ----- | -------- | -------------------- |
| Rekord świata                             | Jonathan Edwards     | 18,29 | Göteborg | 7 sierpnia 1995(dts) |
| Rekord Europy                             | Jonathan Edwards     | 18,29 | Göteborg | 7 sierpnia 1995(dts) |
| Rekord mistrzostw Europy                  | Jonathan Edwards     | 18,29 | Göteborg | 7 sierpnia 1995(dts) |
| Najlepszy wynik na świecie w sezonie 2018 | Pedro Pablo Pichardo | 17,95 | Doha     | 4 maja 2018(dts)     |
| Najlepszy wynik w Europie w sezonie 2018  | Pedro Pablo Pichardo | 17,95 | Doha     | 4 maja 2018(dts)     |

## Rezultaty

### Eliminacje
Minimum kwalifikacyjne: 16,75 m (Q) lub 12 najlepszych rezultatów (q). Opracowano na podstawie materiału źródłowego.
| Poz. | Grupa | Zawodnik             | Reprezentacja                      | Próby | Próby | Próby | Wynik | Uwagi |
| Poz. | Grupa | Zawodnik             | Reprezentacja                      | 1     | 2     | 3     | Wynik | Uwagi |
| ---- | ----- | -------------------- | ---------------------------------- | ----- | ----- | ----- | ----- | ----- |
| 1.   | A     | Alexis Copello       | Azerbejdżan                        | 16,82 |       |       | 16,82 | Q     |
| 2.   | A     | Pablo Torrijos       | Hiszpania                          | 16,79 |       |       | 16,79 | Q     |
| 3.   | B     | Jean-Marc Pontvianne | Francja                            | 16,77 |       |       | 16,77 | Q     |
| 4.   | B     | Dimitris Tsiamis     | Grecja                             | 16,17 | 16,39 | 16,69 | 16,69 | q     |
| 5.   | A     | Can Özüpek           | Turcja                             | 16,66 | 15,91 | p     | 16,66 | q     |
| 6.   | B     | Nelson Évora         | Portugalia                         | 16,62 | x     | x     | 16,62 | q     |
| 7.   | A     | Marcos Ruiz          | Hiszpania                          | x     | x     | 16,59 | 16,59 | q     |
| 8.   | B     | Nathan Douglas       | Wielka Brytania                    | 16,22 | x     | 16,56 | 16,56 | q     |
| 9.   | B     | Nazim Babayev        | Azerbejdżan                        | x     | 16,54 | x     | 16,54 | q     |
| 10.  | A     | Simo Lipsanen        | Finlandia                          | 16,24 | 16,51 | x     | 16,51 | q     |
| 11.  | B     | Harold Correa        | Francja                            | 16,43 | 15,48 | 15,58 | 16,43 | q     |
| 12.  | B     | Tomáš Veszelka       | Słowacja                           | 16,41 | 16,41 | x     | 16,41 | q     |
| 13.  | A     | Simone Forte         | Włochy                             | 15,77 | 15,81 | 16,35 | 16,35 |       |
| 14.  | B     | Lewon Aghasjan       | Armenia                            | 16,34 | 16,19 | 16,25 | 16,34 |       |
| 15.  | A     | Max Heß              | Niemcy                             | 16,32 | x     | x     | 16,32 |       |
| 16.  | A     | Aleksiej Fiodorow    | Autoryzowani lekkoatleci neutralni | 16,08 | 16,29 | 15,88 | 16,29 |       |
| 17.  | B     | Elvijs Misāns        | Łotwa                              | 16,23 | 16,20 | 16,26 | 16,26 |       |
| 18.  | B     | Necati Er            | Turcja                             | 16,04 | 15,96 | 16,26 | 16,26 |       |
| 19.  | A     | Kevin Luron          | Francja                            | 16,25 | x     | 16,24 | 16,25 |       |
| 20.  | A     | Fabrizio Donato      | Włochy                             | 15,24 | 15,11 | 16,15 | 16,15 |       |
| 21.  | A     | Marian Oprea         | Rumunia                            | x     | x     | 15,93 | 15,93 |       |
| –    | B     | Karol Hoffmann       | Polska                             | x     | p     | p     | NM    |       |
| –    | A     | Lasza Torghwaidze    | Armenia                            | x     | x     | x     | NM    |       |
| –    | A     | Momcził Karailiew    | Bułgaria                           |       |       |       | DNS   |       |

### Finał
Opracowano na podstawie materiału źródłowego.
| Poz. | Zawodnik             | Reprezentacja   | Próby | Próby | Próby | Próby | Próby | Próby | Wynik | Uwagi |
| Poz. | Zawodnik             | Reprezentacja   | 1     | 2     | 3     | 4     | 5     | 6     | Wynik | Uwagi |
| ---- | -------------------- | --------------- | ----- | ----- | ----- | ----- | ----- | ----- | ----- | ----- |
| 01 ! | Nelson Évora         | Portugalia      | x     | 16,55 | 16,86 | 16,87 | 17,10 | x     | 17,10 | SB    |
| 02 ! | Alexis Copello       | Azerbejdżan     | 16,78 | 16,93 | x     | p     | 15,91 | 16,79 | 16,93 |       |
| 03 ! | Dimitris Tsiamis     | Grecja          | 16,55 | x     | 16,78 | 16,48 | x     | 16,13 | 16,78 | SB    |
| 4.   | Nazim Babayev        | Azerbejdżan     | x     | x     | 16,66 | 16,17 | x     | 16,76 | 16,76 |       |
| 5.   | Pablo Torrijos       | Hiszpania       | 16,07 | 16,65 | 16,74 | 16,43 | 16,57 | 16,47 | 16,74 |       |
| 6.   | Nathan Douglas       | Wielka Brytania | 16,71 | x     | 16,69 | 16,59 | x     | 16,71 | 16,71 | SB    |
| 7.   | Jean-Marc Pontvianne | Francja         | x     | 16,42 | 16,61 | 16,58 | x     | 16,59 | 16,61 |       |
| 8.   | Tomáš Veszelka       | Słowacja        | 16,48 | x     | 16,29 | 16,26 | x     | x     | 16,48 |       |
| 9.   | Simo Lipsanen        | Finlandia       | 16,37 | x     | 16,46 |       |       |       | 16,46 |       |
| 10.  | Marcos Ruiz          | Hiszpania       | x     | x     | 16,44 |       |       |       | 16,44 |       |
| 11.  | Harold Correa        | Francja         | x     | x     | 16,33 |       |       |       | 16,33 |       |
| 12.  | Can Özüpek           | Turcja          | 15,74 | 15,88 | 15,82 |       |       |       | 15,88 |       |